# Alpenkwastjesbloem
De alpenkwastjesbloem (Soldanella alpina) is een overblijvende plant uit de sleutelbloemfamilie (Primulaceae) die te vinden is in de alpiene zone van de Alpen, de Pyreneeën en de Balkan.

## Naamgeving enetymologie
De soortaanduiding alpina verwijst naar de Alpen.

## Kenmerken
De alpenkwastjesbloem is een tot 15 cm hoge, overblijvende, kruidachtige plant met een onvertakte stengel en een basaal bladrozet van donkergroene, gesteelde, vlezige, ronde, hart- of niervormige grondbladeren, tot 3 cm in diameter. De alpenkwastjesbloem is een hemikryptofyte plant die overwintert met een vlezige wortelstok.
De bloemen staan per twee tot vier in een kleine tros op een lange, bladloze maar van klieren voorziene bloemsteel. De tweeslachtige bloemen zijn tot 15 mm lang, wijd klokvormig, met vijf violette tot paarsblauwe kroonblaadjes. De franje is lang, de kroonblaadjes zijn tot het midden ingesneden.
Na de bloei vormt zich een rechtopstaande, tientallige doosvrucht.
De plant bloeit van april tot augustus.

## Habitaten verspreiding
De alpenkwastjesbloem groeit voornamelijk op natte hooilanden, bermen, ruigtes en stenige plaatsen, vooral op kalksteen, tot op 3000 m hoogte.
De plant komt enkel voor in de alpiene zone van de Alpen, de Jura, de Pyreneeën en de Balkan.
S. alpina (Alpenkwastjesbloem) · 
S. angusta · 
S. calabrella · 
S. carpatica · 
S. chrysosticta · 
S. hungarica (Hongaarse kwastjesbloem) · 
S. major · 
S. marmarossiensis · 
S. minima (Dwergkwastjesbloem) · 
S. montana (Bergkwastjesbloem) · 
S. oreodoxa · 
S. pindicola · 
S. pusilla (Kleine kwastjesbloem) · 
S. rhodopaea · 
S. rugosa · 
S. villosa (Pyrenese kwastjesbloem)